# Adenandra brachyphylla
Adenandra brachyphylla là một loài thực vật có hoa trong họ Cửu lý hương. Loài này được Schltdl. mô tả khoa học đầu tiên năm 1831.